# Gloeocorticium cinerascens
Gloeocorticium cinerascens är en svampart som beskrevs av Hjortstam & Ryvarden 1986. Gloeocorticium cinerascens ingår i släktet Gloeocorticium och familjen Cyphellaceae.   Inga underarter finns listade i Catalogue of Life.